# Dubbelgångaren (Colin Forbes)
Dubbelgångaren (originaltitel: The Leader and the Damned) är en roman från 1983 skriven av Colin Forbes. Boken utspelar sig under andra världskriget. Dubbelgångaren i fråga är en man som ser ut som Adolf Hitler. Då Hitler, i boken, omkommer vid en flygplanskrasch, så tar dubbelgångaren över hans ämbete. Den ende som vet om utbytet - förutom bokens brittiske huvudperson - är Martin Bormann. Bormann var enligt boken en sovjetisk spion, som i slutet av den avrättas på order av Josef Stalin.